# Steinau an der Straße
Steinau an der Straße è una città tedesca situata nel land dell'Assia. È bagnato dalle acque del fiume Kinzig.